# Magnetit
Magnetit (Haidinger, 1845), chemický vzorec Fe3O4 (oxid železnato-železitý), je kubický nerost. Český název je magnetovec. Tato ruda železa byla první známou látkou s magnetickými vlastnostmi.

## Vznik
Nerost může vzniknout několika způsoby:
- Magmaticky – krystalovaný minerál dává hornině tmavou barvu (hlavně čedič). Působením snadno těkavých složek vzniklo největší nahromadění železných rud na Zemi, a to ve Švédsku v Kiruně. Rudní těleso má délku přibližně 15 km a mocnost 1 km. Představuje zásoby zhruba 1,5 miliardy tun železa. Jde o vulkano-sedimentární komplexy typu Lahn-Dill.

- Kontaktně pneumatoloticky – působením magmatických plynů na uhličitanové horniny s obsahem sulfidů a křemičitanů.

- Regionální metamorfózou – z prekambrických sedimentů bohatých oxidy Fe za vzniku páskovaných železných rud (BIF, z anglického Banded Iron Formation). Z dříve pravděpodobně usazeného magnetitu: Sydvaranger/Norsko; naleziště železných rud ve středním Švédsku.

- Kontaktní metamorfózou – v německém Siegerlandu ze sideritu při kontaktu s čedičem.

- Usazováním – velmi vzácně vzniká magnetit usazováním (železná ruda zvaná mineta).

## Vlastnosti
V přírodě tvoří černé kovově lesklé krystalky. Má magnetické vlastnosti. Ve většině případů se nachází jako jemně krystalický, zrnitý nerost se strukturou kubického spinelu. Teplota tání: asi 1 550 °C.
Magnetit byl také prokázán v meteoritech.
Krystalky magnetitu jsou součástí některých živých organismů, jako např. magnetocitlivých bakterií, včel, holubů aj. Považuje se za pravděpodobné, že jim slouží k orientaci podle magnetického pole Země.

## Naleziště

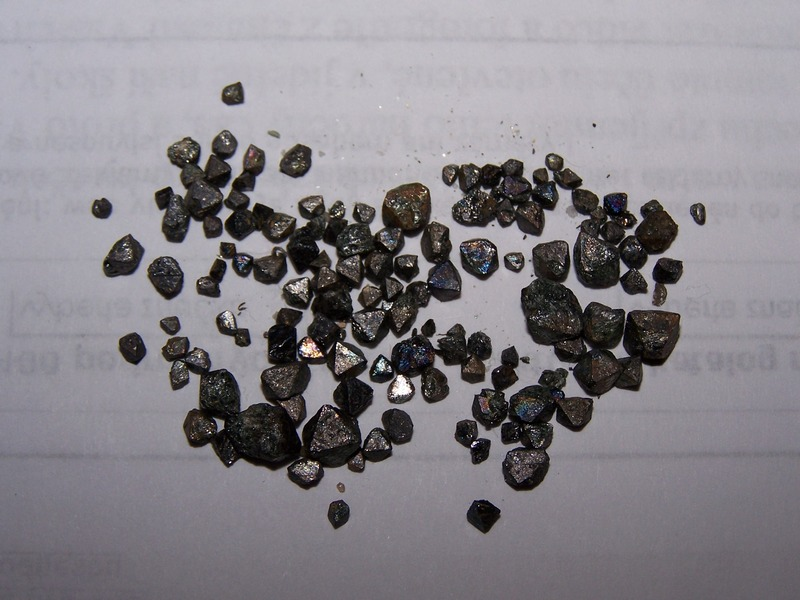
Krystaly magnetitu z naleziště na Smrčině u Sobotína.

- V České republice se vyskytuje v Krušných horách (Měděnec[4]), u Kutné Hory (Malešov[5], Vlastějovice[6]) a na Českomoravské vrchovině (např. u Budče, kde probíhal průzkum ložiska do roku 1961[7], nebo bývalé skarnové lomy na železo Železinka u Bystřice nad Pernštejnem a Pernštejn). Těžil se rovněž v Krkonoších (Herlíkovické štoly[8]). V čedičových kopcích (např. Říp)[1] je obsaženo takové množství, které vychyluje magnetickou střelku. Rudy typu Lahn-Dill se vyskytují v Jeseníkách u Malé Morávky, Zlatých Hor a na Malém Dědu. Nejkrásnější krystaly (až 1,5 cm velké) se vyskytují zarostlé v chloritických břidlicích na Smrčině u Sobotína a u Vernířovic.[9]
- Významné světové naleziště magnetitu je v ruském městě Magnitogorsk na Uralu. Další významné naleziště se nachází v severním Švédsku u měst Kiruna a Gällivare.